# Assistant Secretary of State for East Asian and Pacific Affairs
Der Assistant Secretary of State for East Asian and Pacific Affairs ist ein Amt im Außenministerium der Vereinigten Staaten.

## Geschichte des Amtes

Organigramm: Die administrative Gliederung des Außenministeriums (englisch)

Das 1908 gegründete Sachgebiet für den Fernen Osten (Division of Far Eastern Affairs) war die erste geografische Abteilung des US-Außenministeriums. Nachdem die Kommission für die Organisation der Exekutivverwaltung der Regierung (Hoover Commission) die Anhebung verschiedener Bereiche zu Referaten empfohlen hatte, stimmte der US-Kongress der Erhöhung der Assistant Secretaries von sechs auf zehn zu. Daraufhin wurde 1949 die Position als Leiter der Unterabteilung für den Fernen Osten (Assistant Secretary of State for Far Eastern Affairs) geschaffen. 
Am 1. November 1966 erfolgte durch einen Ministerialerlass die Umbenennung der Position in die heutige Bezeichnung Assistant Secretary of State for East Asian and Pacific Affairs.
Er ist Leiter der Unterabteilung für Ostasien und den Pazifikraum (Bureau of East Asian and Pacific Affairs) im US-Außenministerium und damit für die Operationen der Botschaften in den Ländern dieser Regionen verantwortlich. Er untersteht dem Leiter der Politischen Abteilung (Under Secretary of State for Political Affairs) und ist zugleich Berater des US-Außenministers sowie des US-Vizeaußenminister.
Der Unterabteilungsleiter wird bei seiner Arbeit durch einen Principal Deputy Assistant Secretary for  East Asian and Pacific Affairs als ersten stellvertretenden Unterabteilungsleiter sowie weiteren Deputy Assistant Secretaries unterstützt, die als Referatsleiter zuständig sind für die Referate Australien, Neuseeland, Pazifische Inseln und APEC ( Deputy Assistant Secretary for Australia, New Zealand and the Pacific Islands and Senior Official for APEC), öffentliche Angelegenheiten, öffentliche Diplomatie, Regional- und Sicherheitspolitik (Deputy Assistant Secretary of State for Public Affairs and Public Diplomacy and for Regional and Security Policy), Südostasien (Deputy Assistant Secretary for Southeast Asia), strategische und multilaterale Angelegenheiten (Deputy Assistant Secretary for Strategy and Multilateral Affairs).

## Amtsinhaber

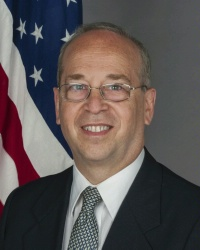
Daniel R. Russel ist seit dem 12. Juli 2013 amtierender Assistant Secretary of State for East Asian and Pacific Affairs

### Liste derAssistant Secretaries of State for Far Eastern Affairs, 1949—1966
| Name                       | Beginn der Amtszeit | Ende der Amtszeit | Amtierender US-Präsident              |
| -------------------------- | ------------------- | ----------------- | ------------------------------------- |
| William Walton Butterworth | 29. September 1949  | 4. Juli 1950      | Harry S. Truman                       |
| Dean Rusk                  | 28. März 1950       | 9. Dezember 1951  | Harry S. Truman                       |
| John Moore Allison         | 1. Februar 1952     | 7. April 1953     | Harry S. Truman                       |
| Walter S. Robertson        | 8. April 1953       | 30. Juni 1959     | Dwight D. Eisenhower                  |
| J. Graham Parsons          | 1. Juli 1959        | 30. März 1961     | Dwight D. Eisenhower                  |
| Walter P. McConaughy       | 24. April 1961      | 3. Dezember 1961  | John F. Kennedy                       |
| W. Averell Harriman        | 4. Dezember 1961    | 3. April 1963     | John F. Kennedy                       |
| Roger Hilsman              | 9. Mai 1963         | 15. März 1964     | John F. Kennedy und Lyndon B. Johnson |

### Liste derAssistant Secretaries of State for East Asian and Pacific Affairs, seit 1966
| Name                  | Beginn der Amtszeit | Ende der Amtszeit | Amtierender US-Präsident        |
| --------------------- | ------------------- | ----------------- | ------------------------------- |
| William Bundy         | 16. März 1964       | 4. Mai 1969       | Lyndon B. Johnson               |
| Marshall Green        | 5. Mai 1969         | 10. Mai 1973      | Richard Nixon                   |
| G. McMurtrie Godley   | [ 3 ]               |                   | Richard Nixon                   |
| Robert S. Ingersoll   | 8. Januar 1974      | 9. Juli 1974      | Richard Nixon                   |
| Philip Habib          | 27. September 1974  | 30. Juni 1976     | Gerald Ford                     |
| Arthur W. Hummel, Jr. | 12. Juli 1976       | 14. März 1977     | Gerald Ford                     |
| Richard Holbrooke     | 31. März 1977       | 13. Januar 1981   | Jimmy Carter                    |
| John H. Holdridge     | 28. Mai 1981        | 13. Dezember 1982 | Ronald Reagan                   |
| Paul Wolfowitz        | 22. Dezember 1982   | 12. März 1986     | Ronald Reagan                   |
| Gaston J. Sigur, Jr.  | 12. März 1986       | 21. Februar 1989  | Ronald Reagan                   |
| Richard Armitage      | [ 4 ]               |                   | George H. W. Bush               |
| Richard H. Solomon    | 23. Juni 1989       | 10. Juli 1992     | George H. W. Bush               |
| William Clark, Jr.    | 10. Juli 1992       | 23. April 1993    | George H. W. Bush               |
| Winston Lord          | 23. April 1993      | 18. Februar 1997  | Bill Clinton                    |
| Stanley O. Roth       | 5. August 1997      | 20. Januar 2001   | Bill Clinton                    |
| James A. Kelly        | 1. Mai 2001         | 31. Januar 2005   | George W. Bush                  |
| Christopher R. Hill   | 8. April 2005       | 21. April 2009    | George W. Bush und Barack Obama |
| Kurt M. Campbell      | 2. Juni 2009        | 8. Februar 2013   | Barack Obama                    |
| Daniel R. Russel      | 12. Juli 2013       |                   | Barack Obama                    |